# 四岳
四岳，中國漢族上古傳說人物，相传为共工後代。
四岳一說是共工的從孫，《国语·周语下》：“共之从孙四岳佐之。”因助禹治水有功，赐姓姜，封于吕（今河南南阳宛城一代）。堯曾向四岳咨詢誰是好的繼承人，“四岳咸荐虞舜”，堯遂傳位給舜。舜年老時又問四岳：“有能奮庸美堯之事者，使居官相事？”四岳又推薦大禹，“伯禹為司空，可美帝功。”。
《史記》認為四岳是指四人，因此四岳回答時都是“咸荐”、“皆曰”，表示多人異口同聲，孔安国认为四岳指羲和四子。孔平仲认為四岳为一人。曹学佺认为四岳是一个人。王夫之在《尚书稗疏》论述四岳是四人。夏僎说：“凡此皆以四岳为一人，或谓四人，于经无害，故两存之。”